# Лужевський Руслан Михайлович
Русла́н Миха́йлович Луже́вський (нар. 31 серпня 1975, Волошинівка, Київська область, УРСР, СРСР — пом. 5 травня 2014, Слов'янськ, Донецька область, Україна) — український спецпризначенець та майстер кульовий стрільби, майор (посмертно) Служби безпеки України, консультант-експерт Міжнародного центру спеціальної підготовки Центру спеціальних операцій «Альфа» СБУ. Загинув у ході антитерористичної операції на сході України. Герой України.

## Життєпис
Руслан Лужевський народився у селі Волошинівка, що на Київщині. Мешкав у столиці України, на Теремках.
З юних років Руслан займався спортом. Організував у селі спортклуб, займався боксом, потім рукопашним боєм, залучав до занять друзів. В клубі він познайомився з земляком ветераном-афганцем Миколою Семенякою, який займався підприємництвом і охоче допомагав Руслану обладнувати зал, хлопці їздили на змагання завдяки його підтримці. Пізніше Семеняка дав Руслану рекомендації, щоб його взяли на випробування до СБУ.
1992—1993 — оператор Промислово-комерційного підприємства «Молнія» (смт Баришівка Київської області).
1993 — слюсар САТП № 1005 (смт Баришівка).
1993—1995 — строкова військова служба в десантних військах Збройних сил України, гранатометник, заступник командира взводу — командир відділення в/ч А0223 (м. Кременчук Полтавської області).
1995—1996 — слюсар САТП № 1005 (смт Баришівка).
1997—1998 — інспектор охорони Комерційно-промислової фірми «Корн ЛТД» (м. Київ).
1998—1999 — охоронець ТОВ «Макандр» (м. Київ).
1999—2000 — менеджер Виробничо-комерційної фірми «Метл» (м. Київ).
З серпня 2000 року — на оперативних посадах у спецпідрозділах «Альфа» Служби безпеки України.
З січня 2013 року — консультант-експерт 1 відділу 4 управління (Міжнародний центр спеціальної підготовки) Центру спеціальних операцій боротьби з тероризмом, захисту учасників кримінального судочинства та працівників правоохоронних органів (ЦСО «Альфа») Служби безпеки України.
Руслан Лужевський вважався визнаним майстром кульової стрільби, був багаторазовим учасником та призером міжнародних та всеукраїнських змагань, на чемпіонаті України з практичної стрільби з пістолета у 2013 році здобув срібну нагороду в класі «Серійний». Неодноразово виїжджав до Москви задля участі у міжнародних командних змаганнях разом з російськими силовиками. Був удостоєний почесних звань майстра спорту зі стрільби та рукопашного бою. Займався парашутним спортом, на його рахунку понад 1300 стрибків. Був інструктором з повітрянодесантної підготовки.
Мав статус учасника бойових дій. У 2007 році, у складі спеціальної групи, здійснював заходи із забезпечення безпеки Посольства України в Республіці Ірак та охороні дипломатів під час їх пересування по території країни перебування.
5 травня 2014 року Руслан Лужевський загинув у бою з проросійськими терористами «ДНР» (сепаратистами) та російськими найманцями на східній околиці Слов'янська в районі залізничного переїзду. Близько 14:00 в селищі (мікрорайоні) Семенівка під час проведення спеціального заходу моторизована група потрапила у засідку та опинилась у вогневому кільці противника. Під час бою тривалістю більше години, Руслан виніс пораненого товариша з-під вогню, надав йому медичну допомогу та, маючи численні поранення, повернувся до бою, продовжував вести вогонь, прикриваючи своїх товаришів. Загинув від поранень на місці бою. Два дні по тому його було поховано у рідній Волошинівці (70 км від Києва).
Посмертно присвоєно звання майор.
У Руслана Лужевського залишилися дружина та двоє синів, 1997 і 2002 р.н.

## Нагороди та відзнаки
Державні нагороди
- Звання Герой України з удостоєнням ордена «Золота Зірка» (3 листопада 2014) — за виняткову мужність, героїзм і самопожертву, виявлені у захисті державного суверенітету та територіальної цілісності України, вірність військовій присязі (посмертно)[3]
- Орден Богдана Хмельницького III ст. (20 червня 2014) — за особисту мужність і героїзм, виявлені у захисті державного суверенітету та територіальної цілісності України, вірність військовій присязі та незламність духу (посмертно)[4]

Відомчі відзнаки
- Заохочувальна відзнака СБУ — нагрудний знак «За відвагу» (травень 2014) — за особисту відвагу й самовіддані дії під час захисту державного суверенітету України (посмертно)[5]
- Заохочувальна відзнака СБУ — нагрудний знак «Хрест Доблесті» ІІ ступеня
- Нагороджений вогнепальною зброєю та чотирма медалями[6]

Спортивні досягнення
- Майстер спорту України з кульової стрільби
- Майстер спорту України з рукопашного бою
- Срібний призер чемпіонату України з практичної стрільби з пістолета (1): 2013

## Вшанування пам'яті
- 23 травня 2015 року в Семенівці на околиці Слов'янська відкрито пам'ятник співробітникам Служби безпеки України, військовослужбовцям Національної гвардії України, високомобільних десантних військ, які загинули на території Слов'янського району Донецької області. 11 травня 2017 відбулося урочисте відкриття вже реконструйованого, оновленого пам'ятника, на якому увічнені імена 5 воїнів[7][8][9].
- У 2015 році Укрпошта випустила художній маркований конверт серії «Героям Слава!», присвячений Герою України майору Руслану Лужевському.[10]
- В центрі села Волошинівка громада встановила пам'ятник своєму земляку-герою.
- 1-му курсу Національної академії СБУ набору 2015 року присвоєне ім'я Героя України майора Лужевського.
- В Києві існує провулок Руслана Лужевського.

## Дивіться також
- Список українських спортсменів, тренерів і функціонерів, що загинули під час Революції гідності чи внаслідок російської агресії в Україні
- Протистояння у Слов'янську 2014 року
- Втрати силових структур внаслідок російського вторгнення в Україну